# ساليرانو سول لامبرو
ساليرانو سول لامبرو؛ هي بلدية في مقاطعة لودي في إقليم لومباردي الإيطالي، وتقع على بعد حوالي 25 كيلومتر (16 ميل) جنوب شرق ميلانو وعلى بعد حوالي 10 كيلومتر (6 ميل) جنوب غرب لودي.

## موقعها
تقع ساليرانو سول لامبرو على حدود البلديات التالية: سان زينوني آل لامبرو، لودي فيكيو، كاساليتو لوديجيانو، بورجو سان جيوفاني، كاسيلي لوراني، كاستيراغا فيداردو.

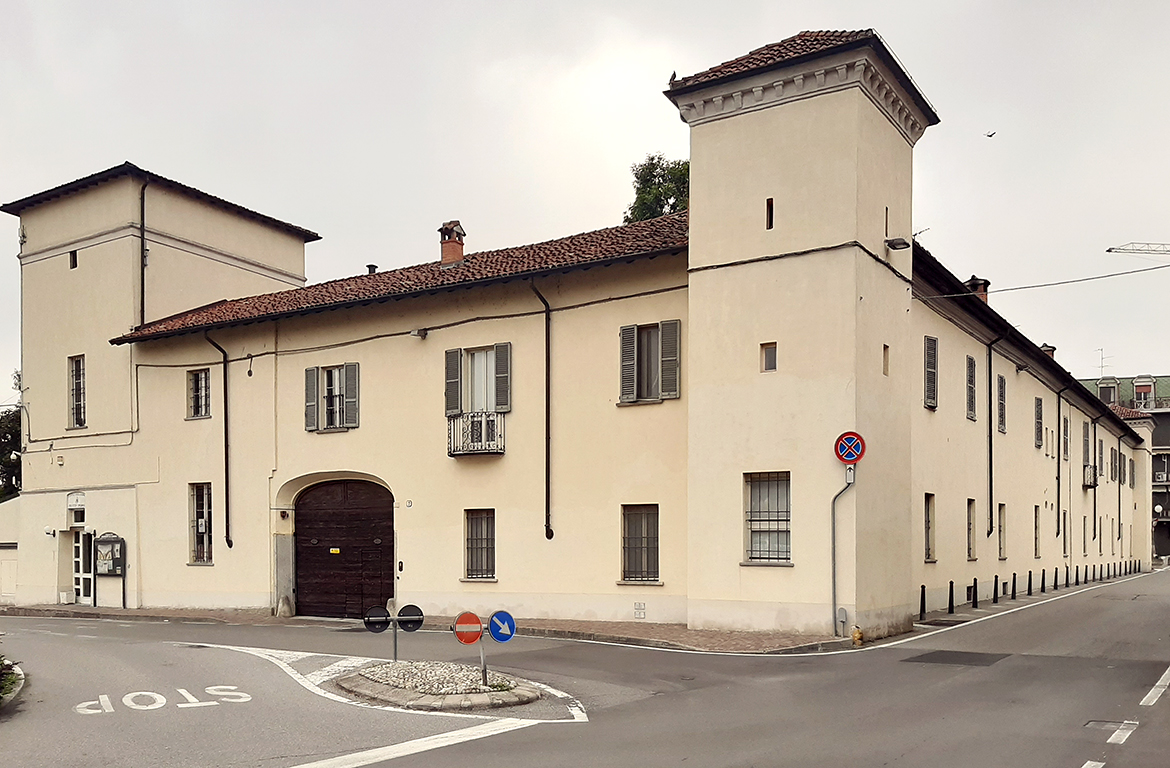
ساليرانو سول لامبرو - كاستيلو

## تاريخها
في العصر النابليوني (1809-1816)، أضيفت كاساليتو وجوجنانو وفيلا روسا إلى بلدية ساليرانو، التي أصبحت مستقلة ذاتيًا مرة أخرى مع إنشاء مملكة لومباردي-فينيتو.
في عام 1863 أخذت بلدية ساليرانو الاسم الجديد «ساليرانو سول لامبرو»، لتمييز نفسها عن ساليرانو كانافيزي.

## روابط خارجية
- الموقع الرسمي